# 内川朗子
内川 朗子（うちかわ あきこ、1977年 - ）は、日本の児童文学評論家。東京都生まれ。

## 経歴・人物
1999年より日本児童文学者協会有志による「ファンタジー研究会」、2003年より「児童文学評論研究会」に参加。現在、日本児童文学者協会会員。同協会「情報ネットワーク部」部員。『日本児童文学』、『母のひろば』（童心社）、『しんぶん赤旗』書評欄などで評論活動を展開。
2005年5月、「登校拒否を描いた児童文学の中の『学校へ行く道は迷い道』」で第2回日本児童文学者協会評論新人賞佳作。2009年5月、「「空気」を描く児童文学――小学校中級向け作品から考える――」で第4回同賞佳作。2012年5月、「物語の視界 「空気を読む」ことの描かれ方」で第5回同賞佳作。2014年5月、「「対等」への希求――二宮由紀子作品における関係性――」で第6回同賞入選。

## 作品リスト

### 単行本
- 『魔法のファンタジー (てらいんくの評論) 』（共著、ファンタジー研究会/編、てらいんく、2003年5月）
- 『古田足日さんからのバトン ホタルブクロ咲くころに』（共著、ありがとう古田足日さんの会/編、かもがわ出版、2015年8月）
- 『児童文学・21世紀を読む』（共著、児童文学評論研究会/編、2018年8月）

### 雑誌掲載作品
評論
- 「『魔法使いはだれだ』の子どもと魔法 (特集 ダイアナ・ウィン・ジョーンズ)」 - 『ネバーランド』第2号（てらいんく、2005年2月）
- 「児童文学にみる不登校へのまなざし――『西の魔女が死んだ』を中心に」 - 『日本児童文学』2005年9・10月号
- 「教室の見えない境界線」 - 『日本児童文学』2007年7・8月号
- 「「対等」への希求――二宮由紀子作品における関係性――」 - 『日本児童文学』2014年7・8月号
- 「他者を通して自己を見つめる物語 (中脇初枝論)」 - 『日本児童文学』2014年9・10月号
- 「村上しいこと二宮由紀子のナンセンス│私的ナンセンスの読み方の模索」 - 『ざわざわ～こども文学の実験』第1号（草創の会/編、2015年5月）
- 「魅せられた一冊」(エッセイ) - 『ざわざわ～こども文学の実験』第3号（草創の会/編、2016年9月）
- 「ナルニアの扉と評論という鍵」 - 『日本児童文学』2019年3・4月号

創作時評
- 「創作 低・中学年向け作品 「河童のクゥ」の映画化と、見えないものを見る目」 - 『日本児童文学』2008年5・6月号
- 「創作 低・中学年向け作品 「共有」への物語」 - 『日本児童文学』2012年5・6月号
- 「創作時評 「だれかの見ている世界」を読むこと」 - 『日本児童文学』2013年5・6月号
- 「創作時評 今、見える世界を受け止めていくこと」 - 『日本児童文学』2015年7・8月号
- 「創作 高学年・中学生向け作品 読み手としての現在位置」 - 『日本児童文学』2016年5・6月号

### その他
- 「同人誌評」 - 『日本児童文学』2010年1・2月号 / 5・6月号 / 9・10月号 連載[3]
- 『しんぶん赤旗』「子どもの本」欄 毎週土曜 連載（2012年 - ）
- 「山本悦子『くつかくしたの、だあれ?』推薦のことば 子どもを見守る存在」（童心社HP、2013年12月4日）
- 「中松まるは『ワカンネークエスト わたしたちのストーリー』推薦のことば 無自覚な先入観への挑戦」（童心社HP、2014年8月4日）
- 「宮川ひろ『あまのじゃくに かんぱい!』書評 | 「あまのじゃく」の楽しみ」 - 『母のひろば』620号（2016年1月15日）
- 『友だちになる理由 児童文学10の冒険』（日本児童文学者協会/編、2018年12月）巻末 - 「解説 ともだちのかたち」寄稿